# Green City (Missouri)
Green City est une ville du comté de Sullivan, dans le Missouri, aux États-Unis,. Située au centre-est du comté, elle est fondée en 1880 et incorporée en 1880.

## Démographie
Lors du recensement de 2010, la ville comptait une population de 657 habitants. Elle est estimée, en 2016, à 608 habitants.

### Source de la traduction
- (en) Cet article est partiellement ou en totalité issu de l’article de Wikipédia en anglais intitulé « Green City, Missouri » (voir la liste des auteurs).